# Schwimmbad Bellerive

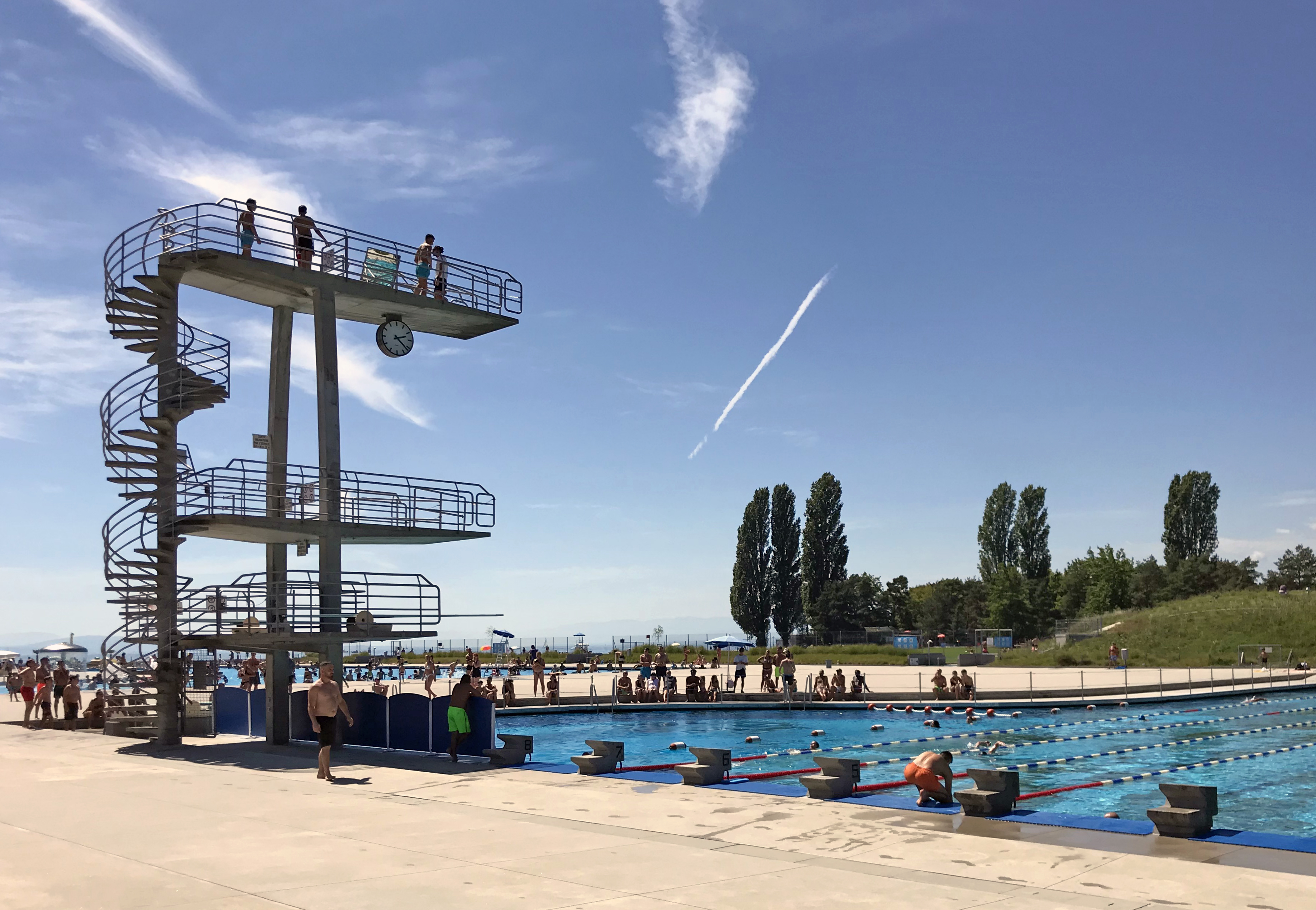
Schwimmbecken und Sprungturm des Schwimmbads Bellerive

Das Schwimmbad Bellerive (französisch Bains de Bellerive und Piscine de Bellerive-Plage) ist ein öffentliches Freibad in der Westschweizer Stadt Lausanne. Es liegt am Ufer des Genfersees im Quartier Bellerive (deutsch «schönes Ufer») im Stadtteil Montriond/Cour. Das Hauptgebäude zählt zu den bedeutenden Werken der modernen Schweizer Architektur und ist als Kulturgut von nationaler Bedeutung ausgewiesen.

## Lage

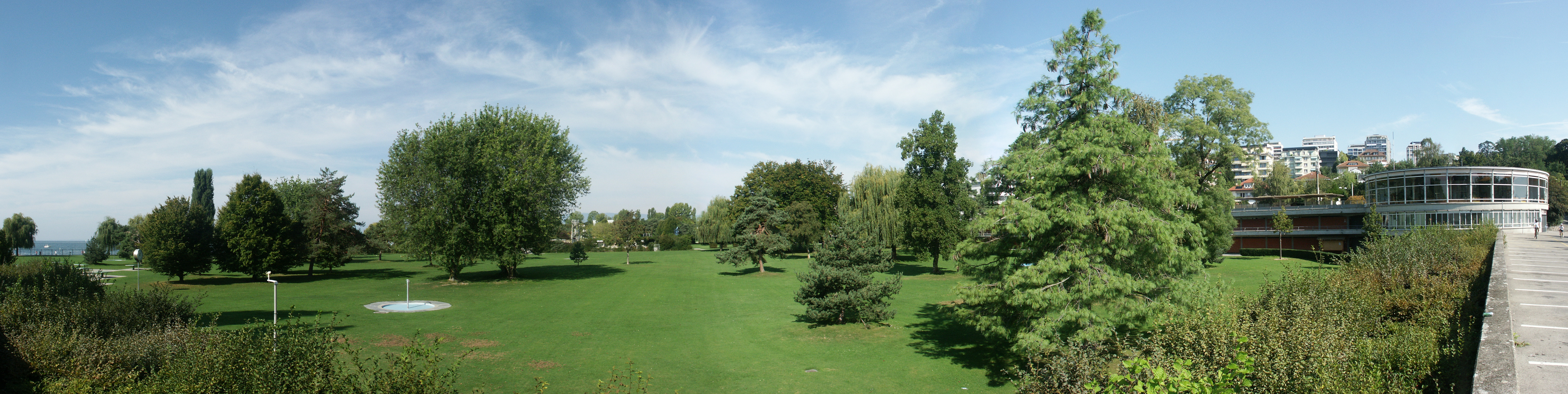
Parklandschaft im Schwimmbadgelände am See

Das Freibad mit einer Fläche von 7,2 Hektar liegt südwestlich des Stadtzentrums von Lausanne in der flachen Uferzone am Genfersee. Es erstreckt sich über einen 400 Meter langen frei zugänglichen Abschnitt am Strand, der durch Buhnen gegen Erosion geschützt ist und den Namen Quai de Bellerive trägt.
Das Bad ist einen Kilometer vom Hafen von Ouchy entfernt und schliesst an das Betriebsgelände und die Werft der Schifffahrtsgesellschaft Compagnie Générale de Navigation sur le Lac Léman an. Das Théâtre Vidy-Lausanne im Westen ist vom Badgelände durch den Weg Avenue Gustave Doret getrennt. Auf der Stadtseite ist das Bad von der Route de Rhodanie (Hauptstrasse 138) begrenzt, von welcher aus der grosse öffentliche Parkplatz Parking de Bellerive neben dem Schwimmbad erreichbar ist. Beim Parkplatz liegt die grosse Brunnenanlage Fontaine contemporaine des bains. Der östliche Zugangsweg zum Strand, neben der Werft, heisst Quai du Vent-Blanc.

## Geschichte
Das Schwimmbad Bellerive geht auf das einfache Strandbad von Vidy zurück, das im späten 19. Jahrhundert am einst schmalen Uferstreifen am Fuss des damals noch nicht überbauten Abhangs von Bellerive eingerichtet worden war. In den 1930er Jahren liess die Stadt Lausanne die grössere, vom Waadtländer Architekten Marc Piccard (1905–1989) entworfene Anlage am Seeufer westlich von Ouchy bauen. Das am 10. Juli 1937 eröffnete Strandbad erstreckte sich über einen schmalen, aufgeschütteten Streifen am See und hatte eine Fläche von 1,75 Hektar. Dem Berghang folgte ein mehr als 200 Meter langes Bauwerk mit vielen Umkleidekabinen und einer Garderobe sowie einem zweistöckigen Rundgebäude, das unter anderem ein Restaurant, einen Coiffeursalon und einen Kiosk umfasste. Das Flachdach des langen Gebäudes ist als Sonnenterrasse gestaltet; sie bietet eine schöne Aussicht auf den Genfersee. Die neue Liegewiese am See lag neben einem olympischen Schwimmbecken mit einem dreistöckigen Sprungturm, das durch eine hohe Mauer vom See getrennt war, und umrahmte ein Wasserbecken für Kleinkinder. Die Grünfläche war mit Bäumen bepflanzt und mit Duschen ausgestattet.

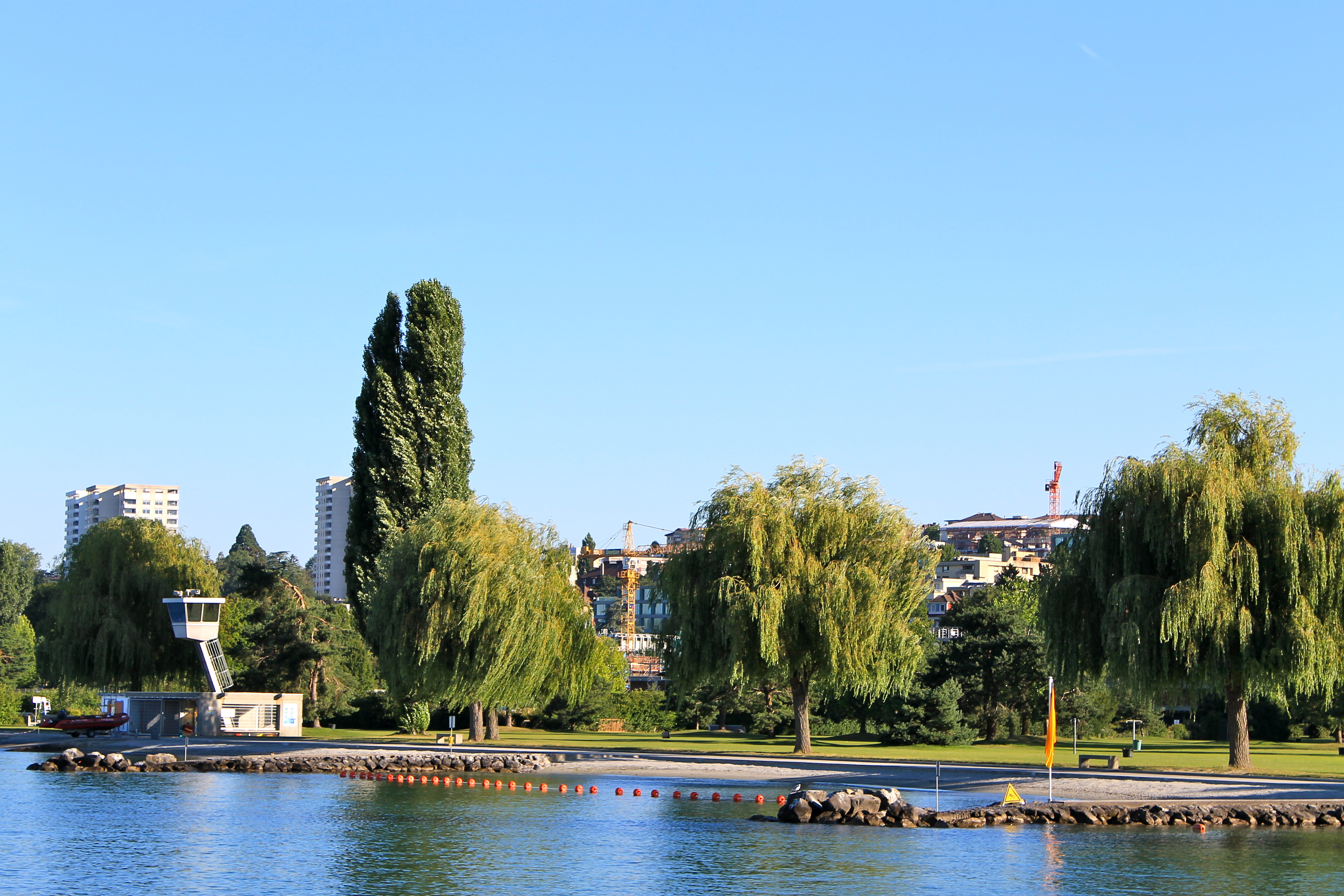
Strandabschnitt

Auf der Rückseite des Badgebäudes, vom See abgewandt, wurde erst um 1937 eine Zufahrtsstrasse vom Quartier Bellerive zum Schwimmbad angelegt. In den 1950er Jahren wurde die Strasse bis zum Hafen von Ouchy und 1964 im Westen zum neu gebauten Autobahnanschluss Maladière verlängert.
In den 1960er Jahren wurde das Badgelände wie die benachbarten Uferabschnitte während den umfassenden Bauarbeiten im Hinblick auf die Landesausstellung Expo 64 durch grossflächige Aufschüttungen erweitert. Die Grünzone des Schwimmbads war nun fast fünfmal grösser und bot Platz für ein zusätzliches Becken für Nichtschwimmer und ein neues Wasserbecken für kleine Kinder. Der vergrösserte Sprungturm hat Sprungbretter auf einem bis zehn Meter Höhe. In den 1990er und den 2010er Jahren liess die Stadt Lausanne das Schwimmbad erneuern und modernisieren. Im weiten Badgelände am See sind Spielflächen für Beachvolleyball, Beachsoccer, Basketball und Ping Pong eingerichtet.
Seit dem Winter 2023–2024 besteht im Schwimmbad auch ein Angebot für das winterliche Baden im Genfersee und den Besuch einer Sauna und des Restaurants.